# Riverside (Iowa)
Riverside is een plaats (city) in de Amerikaanse staat Iowa, en valt bestuurlijk gezien onder Washington County.

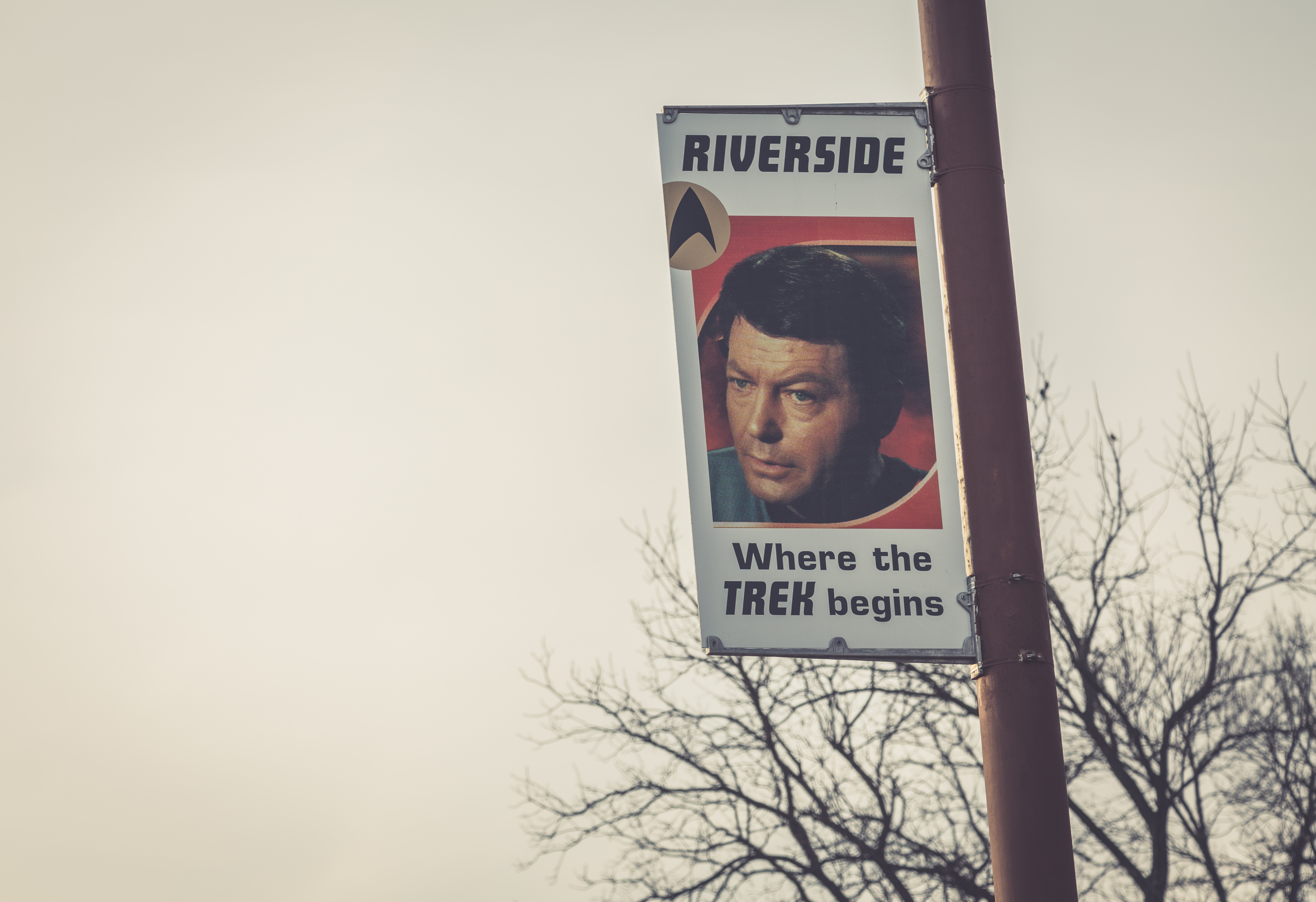
Riverside, de toekomstige geboorteplaats van Kapitein James T. Kirk

## Demografie
Bij de volkstelling in 2000 werd het aantal inwoners vastgesteld op 928. In 2006 is het aantal inwoners door het United States Census Bureau geschat op 960, een stijging van 32 (3,4%).

## Geografie
Volgens het United States Census Bureau beslaat de plaats een oppervlakte van 2,6 km², geheel bestaande uit land. Riverside ligt op ongeveer 196 m boven zeeniveau.

## Plaatsen in de nabije omgeving
De onderstaande figuur toont nabijgelegen plaatsen in een straal van 20 km rond Riverside.